# God Save the King
God Save the King («Dio salvi il Re» o «Dio preservi il Re») è il brano musicale patriottico e popolare inglese che funge per consuetudine da inno nazionale e reale britannico, dei territori d'oltremare del Regno Unito, e da inno reale dei reami del Commonwealth. Quando sul trono siede una sovrana, assume il titolo di God Save the Queen («Dio salvi la Regina») e il testo è adattato nel genere grammaticale.
D'autore ignoto sia per il testo sia per la musica, affonda le proprie radici nella tradizione religiosa, politica e popolare della Gran Bretagna e appare frutto della rielaborazione di materiale musicale e testuale comune. Acquista funzione di emblema nazionale con l'avvento dello Stato costituzionale moderno e rappresenta storicamente il modello degli inni nazionali monarchici.
Mentre il brano completo di musica e testo ha funto da inno di tutti i paesi legati alla corona britannica, la sola melodia è stata adottata più volte dagli inni di altre nazioni, soprattutto di lingua tedesca; in qualche caso anche in paesi di tradizione repubblicana ma legati per cultura alla Gran Bretagna (Stati Uniti) o alla Germania (Svizzera).

## Storia
God Save the King è indicato a volte come l'inno nazionale più antico ancora in uso, essendo stato pubblicato completo di testo e musica non più tardi del 1744 e adottato al massimo nel 1825: in questa data infatti il brano è indicato per la prima volta nelle fonti come «inno nazionale», e lo sarà poi costantemente dopo l'ascesa al trono di Vittoria. Il primato di antichità assume quindi l'anno 1825 (anteriore anche alla nascita di molti Stati europei moderni) come data di adozione non ufficiale dell'inno.
Con riguardo alla sola pubblicazione completa di testo e musica, l'inno nazionale più antico è l'olandese Wilhelmus, redatto per iscritto già nel 1574 ma adottato soltanto nel 1932. Il primato di inno più antico è riconosciuto a volte alla Marsigliese, che fu adottata ufficialmente nel 1795. Si deve comunque ritenere che God Save the King divenne inno nazionale «per gradi», all'epoca delle guerre rivoluzionarie francesi (1792-1802): è quindi in pratica contemporaneo alla Marsigliese, ma a differenza di questa è sempre rimasto in vigore.

### Titolo e contesto storico

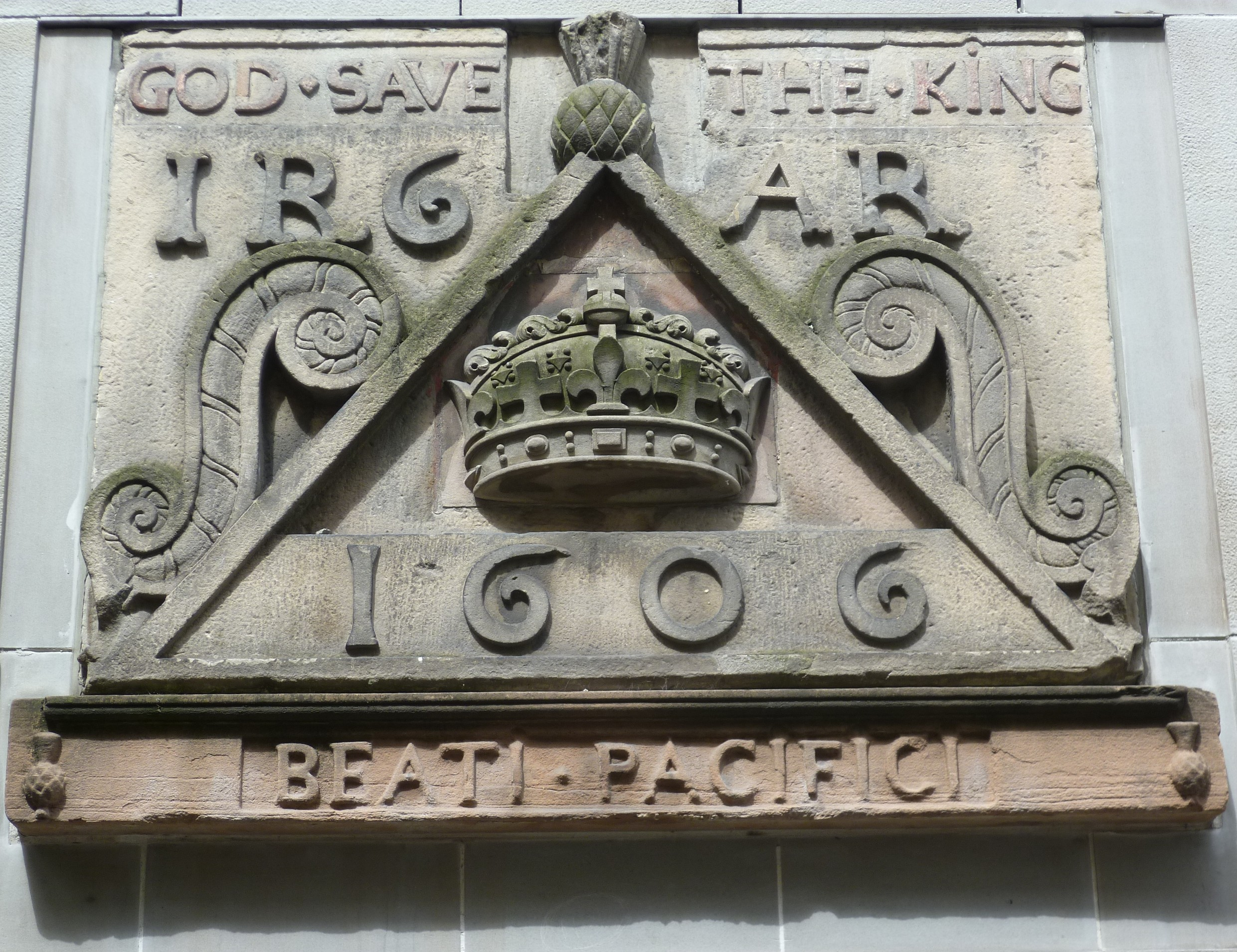
«God save the King» in una lapide dell'epoca di Giacomo I e VI

Il titolo del brano corrisponde al terzo e settimo verso della prima strofa, che chiudono rispettivamente la terzina e la quartina metriche di cui essa si compone e le corrispondenti frasi musicali.
L'espressione «God save the King» e la sua equivalente del secondo verso, «long live [the] King», ricorrono da secoli nella lingua inglese. Esse corrispondono all'augurio che nelle prime traduzioni della Bibbia rendeva il latino «vivat rex» («viva il re») del I Libro dei Re (versetto 1,39 sull'incoronazione di Salomone), che nelle edizioni dal 1390 in poi diventa alternativamente «lyue the kyng» e «God save the kynge».
L'intreccio del potere politico con la liturgia è lungamente radicato in Inghilterra, e la stessa cerimonia di incoronazione del sovrano è un rito religioso che, fin dal tempo di Edgardo (973), si serve di un anthem (antifona) per cantare il passo 1,38-40 del I Libro dei Re. A ridosso della prima pubblicazione del futuro inno nazionale, Händel stesso musicò una versione di Zadok the Priest per l'incoronazione di Giorgio II (1727).
Ma nell'Inghilterra postrivoluzionaria e del primo costituzionalismo moderno era mutata la concezione del potere sovrano, e la legittimazione reciproca tra il re e il popolo coinvolgeva ormai la totalità dei sudditi: fu proprio negli anni 1740-1745 che si assistette al fiorire della musica patriottica a carattere popolare, di cui sono espressione composizioni rimaste poi celebri in tutto il mondo, come Rule, Britannia! di Arne. Su questa scia maturò il passaggio dall'anthem elevato, affidato al coro professionale, all'inno pur sempre di stampo religioso e solenne ma orecchiabile e cantabile dal popolo unito.

### Pubblicazioni e prima esecuzione

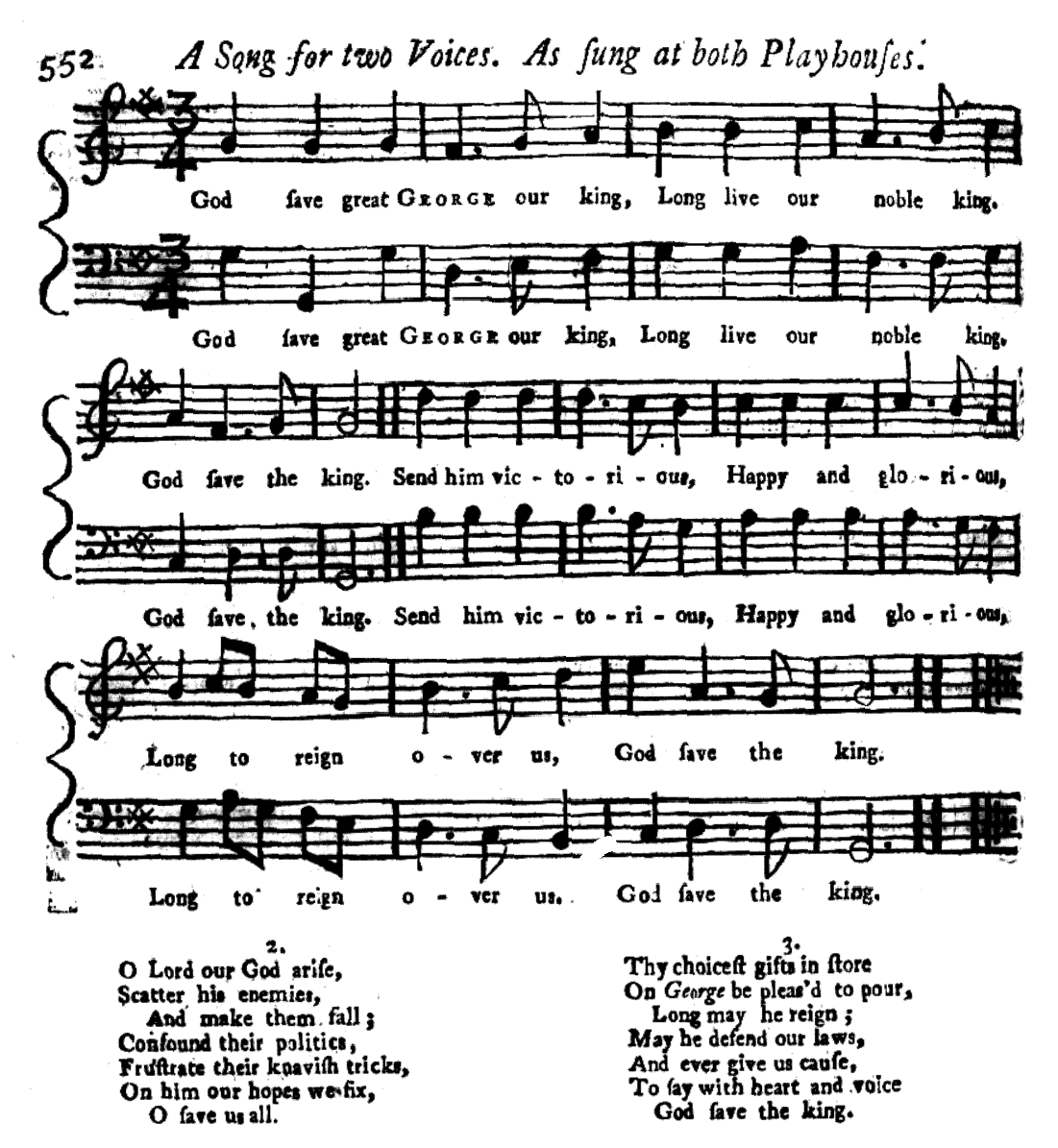
L'inno pubblicato sul Gentleman's Magazine nel 1745 presenta due errori rispetto alla prima edizione del brano e una melodia ancora in più parti diversa da quella accolta nell'uso

God Save the King fu pubblicato per la prima volta negli anni 1740. Chappell assume che la prima edizione sia stata inclusa nella raccolta Harmonia anglicana del 1744, e solo in seguito nel Thesaurus musicus del 1745. L'affermazione, nell'irreperibilità dell'edizione da lui descritta, è stata a lungo posta in dubbio; solo nella seconda metà del XX secolo la scoperta alla Biblioteca del Congresso di una copia dell'Harmonia, unita all'evidente rinomina della stessa raccolta in Thesaurus musicus, ha reso attendibile tale testimonianza.
Oltre che nell'Harmonia, le prime pubblicazioni dell'inno sono incluse: nell'edizione del Thesaurus databile tra il 20 aprile e il 16 novembre 1744; in quella del Gentleman's Magazine dell'ottobre 1745; nell'altra del Thesaurus uscita intorno al dicembre 1745; in una copia dell'arrangiamento di Thomas Arne conservata presso il British Museum.
Quest'ultima fu usata per la prima esecuzione pubblica nota dell'inno, tenuta al Drury Lane il 28 settembre 1745. L'esecuzione seguì la rappresentazione dell'Alchimista di Jonson e fu affidata a un coro maschile guidato da tre celebri voci: Susannah Cibber (mezzosoprano), sorella di Arne, John Beard (tenore) e Thomas Reinhold (basso). L'esecuzione dell'inno fu replicata a Covent Garden, in un arrangiamento di Charles Burney, allievo di Arne.
L'evento, all'indomani della vittoria di Carlo Edoardo Stuart a Prestonpans (24 settembre 1745) nel corso dell'ultima sommossa giacobita, si svolse in un'atmosfera di patriottismo alla quale l'inno, come riaffermazione di lealtà a Giorgio II, aderiva a perfezione; nella medesima serata, l'intero cast maschile della commedia annunciò l'intenzione di costituirsi in unità volontaria a difesa del re contro il Giovane Pretendente.
Ognuna delle prime pubblicazioni presenta una diversa versione della melodia di God Save the King. La versione pubblicata per prima potrebbe non essere il vero originale, poiché la copia del Thesaurus conservata al King's College di Cambridge presenta abrasioni e altri segni d'alterazione. Il brano è comunque scritto nella tonalità originale di sol maggiore.
a) Thesaurus musicus (Harmonia anglicana) 1744
Si tratta musicalmente della stessa versione riportata (con ogni probabilità senza l'autorizzazione dell'editore del Thesaurus John Simpson) come A Song for two Voices. As sung at both Playhouses dal Magazine, anche se è presente un doppio errore alla battuta 4: una sequenza la-si-do invece di la-la-si, scritta sulla stessa figurazione ritmica. Dal punto di vista testuale, invece, la versione del Magazine corrisponde a quella che sarebbe uscita poco dopo nell'edizione 1745 del Thesaurus, qui riportata come versione d).
La ricostruzione dei frammenti alterati della versione a), omesse le note di abbellimento, dà un risultato melodicamente quasi identico (l'unica, rilevante differenza è alle battute 13-14) alla linea della voce femminile della versione c) arrangiata da Arne, sebbene questa sia trasportata in mi♭ maggiore. In seguito alla ricostruzione, l'ipotetico originale dell'inno doveva suonare come segue.
b) Ricostruzione di Thesaurus musicus (Harmonia anglicana) 1744
Si riporta di seguito la versione arrangiata da Arne, ritrasportata per comodità in sol maggiore, scritta nello stesso metro, senza abbellimenti e con le sole voci soliste, esclusa la ripetizione delle due frasi da parte del coro. La linea del mezzosoprano è scritta in chiave di violino per uniformità con gli altri esempi.
c) Thomas Arne 1745
Si può notare che la battuta 1 del canto nelle versioni b) e c) è identica a quella della versione moderna (sol-sol-la), mentre nella versione a) e in quella del Magazine figura alterata (sol-sol-sol). Questa vistosa differenza nella versione di Arne non sarebbe una sua innovazione: secondo Scholes si tratterebbe di un errore iniziale che la nuova versione d) del Thesaurus, posteriore al Magazine, avrebbe poi corretto.
Differiscono invece dalle corrispondenti battute della versione moderna la battuta 4 (la-si-sol invece di si-la-sol) e quelle immediatamente precedenti alla conclusione delle due frasi, sulle cui note si cantano in entrambi i casi, alla prima strofa, le sillabe God-save-the (5 e 13). Anche la difformità della battuta 4 – che è ancora diversa nella prima versione a) del Thesaurus (la-la-si) e presenta il doppio errore in quella del Magazine – è però già superata dalla versione d) apparsa sul Thesaurus stesso sotto il titolo A Loyal Song. Sung at the Theatres Royal, che per semplicità si riporta di nuovo senza abbellimenti.
d) Thesaurus musicus 1745
Se quindi la forma moderna delle battute 1 e 4 fu raggiunta nel giro di un anno (e quella della battuta 1 era forse presente già nell'originale), diversa sorte ebbe la melodia del verso conclusivo delle due frasi, «God save the King». La linea melodica adottava l'uso corrente all'epoca di anticipare la tonica alla penultima battuta (il sol di King veniva cioè cantato anche su the). Riferisce Chappell che quest'uso passò di moda qualche anno dopo, e si preferì quindi raggiungere la tonica sol con note di passaggio per grado congiunto, formando due semplici scale discendenti (la-sol-fa♯ e do-si-la).
e) Battute 5-6
f) Battute 13-14
Per scongiurare la banalità di questa soluzione sul finale della strofa, i cantanti presero allora l'abitudine di eseguire una corona sulla sillaba us, prolungandola, per poi salire al mi dell'originale e cantare una terzina mi-re-do sulla sillaba God. Questo nuovo uso, criticato da Chappell che mostra di preferire la versione più antica, si è poi stabilizzato dando luogo ad almeno altre due varianti.
g) Battute 13-14: terzina
h) Battute 13-14: variante ritmica
i) Battute 13-14: variante ritmico-melodica
Negli arrangiamenti moderni la seconda frase è introdotta alla battuta 6 da una scala di note di passaggio che dalla tonica sale alla dominante (sol-la-si-do, in ottavi, che conducono la melodia al re sul tempo forte della battuta 7).
j) Battute 5-8: arrangiamento moderno

### Testo
Il testo di God Save the King è rimasto anonimo. Singole parti di esso sono rintracciabili nella tradizione politica e religiosa, cosicché pare trattarsi di un centone di frasi lealiste comuni. Il primo e il penultimo verso della prima strofa, ad esempio, funsero da parola d'ordine della marina inglese in epoca Tudor (10 agosto 1545): all'esclamazione «God save King Henrye» (Enrico VIII) doveva darsi risposta «And long to reign over us». Quest'ultima espressione si trova anche in una commedia di Nicholas Udall, Ralph Roister Doister (1540 circa, pubblicata nel 1566), nella forma «The Lord strengthen her most excellent Majestie long to reign over us in all prosperitie» («Il Signore fortifichi Sua Maestà eccellentissima perché regni a lungo su di noi in tutta prosperità»). Secondo Scholes, i versi della seconda strofa potrebbero essere legati alla preghiera in uso nelle chiese anglicane per l'anniversario della congiura delle polveri («scatter our enemies», «disperdi i nostri nemici», e «assuage their malice, and confound their devices», «placa il loro rancore e confondi i loro piani»).
È esclusa l'attribuzione del componimento a Ben Jonson, che tuttavia fu sostenuta da Clark (1822) non in riferimento a God Save the King ma a un testo in latino dal titolo Non nobis Domine, composto presumibilmente nel 1607. È quindi con un errore di fondo che nel 1827 il fagottista John Ashley of Bath contesta la tesi di Clark indicando la grossolanità della rima come indizio del fatto che l'autore non poteva essere Jonson.
Si è fatto anche notare il rinvenimento di una coppa d'epoca Stuart con incisi versi molto simili a quelli dell'inno; essi però potrebbero essere stati aggiunti alla coppa in un secondo momento. Altra ipotesi, basata sulla corrispondenza di Charles Burney, è che il componimento si basi su un coro in latino (in due strofe dalla medesima metrica, quasi perfettamente aderenti al senso delle prime due in inglese) che si sosteneva fosse stato scritto per Carlo II. Secondo la testimonianza dell'anziana madre di Arne, tale coro sarebbe stato eseguito nel 1688 per Giacomo II e VII minacciato dalla Gloriosa rivoluzione e dall'avvento di Guglielmo d'Orange; il testo sarebbe stato già tradotto in inglese e avrebbe incluso il verso «God save great James our King» («Dio salvi il grande Giacomo nostro Re»). Di ciò esistono tuttavia solo testimonianze postume, e Arne stesso era convinto che il brano fosse stato composto in realtà per la cappella cattolica di Giacomo a Whitehall.
La prima versione pubblicata dal Thesaurus musicus includeva solo le due prime strofe, e la seconda presenta sul finale un'importante differenza con la versione poi invalsa nell'uso: «On him our hopes are fix'd» («In lui [il re] sono riposte le nostre speranze») anziché «On thee our hopes we fix» («In te [Dio] riponiamo le nostre speranze»). Nella prima versione la strofa si conclude poi con «O save us all» («Oh, salva tutti noi») anziché con «God save us all» («Dio salvi tutti noi»). La terza strofa apparve nel 1745, prima nella pubblicazione non autorizzata del Magazine e subito dopo nella nuova edizione del Thesaurus.
Nel primo secolo di vita dell'inno si usò adattarne i versi al nome del sovrano regnante, ripudiando così la prima versione «God save our Lord the King» («Dio salvi il nostro signore, il Re»). In base alla metrica poteva trattarsi del primo verso («God save great George our King», «Dio salvi il grande Giorgio nostro Re») o del secondo («William our noble King», «Guglielmo il nobile nostro Re»), o eventualmente di entrambi come nell'arrangiamento di Arne («God save bless our noble King, God save great George our King», «Dio benedica il nobile nostro Re, Dio salvi il grande Giorgio nostro Re»). Ciò sembra dipendere dalla volontà di dichiarare il nome del sovrano legittimo, risolvendo l'ambiguità che gravò tanto sul regno di Giorgio quanto su quello di Giacomo. Gli adattamenti, nonostante l'esistenza di una versione che recita «God save Victoria» («Dio salvi Vittoria»), caddero in disuso proprio in età vittoriana, quando si stabilizzò il verso «God save our gracious Queen» («Dio salvi la nostra magnanima Regina»).
La versione che segue corrisponde a quella riportata dal sito ufficiale della famiglia reale britannica, limitatamente alla prima e alla terza strofa. Per la seconda fa riferimento alla versione pubblicata nel Thesaurus del 1745, adeguata all'ortografia dell'inglese moderno. L'unica differenza sostanziale tra i suddetti testi è l'inversione, nel testo moderno, del penultimo verso da «With heart and voice to sing» a «To sing with heart and voice». Quest'inversione sopprime la rima sing/King presente nell'edizione antica e crea l'assonanza cause/voice.
Per le regine l'inno viene adattato con le opportune sostituzioni: King → Queen («Re» → «Regina»), he → she («lui» → «lei»), him → her (pronome «lo» → «la»), his → her (possessivo «di lui» → «di lei»).
| Testo originale | Traduzione |
| --- | --- |
| God save our gracious King! Long live our noble King! God save the King! Send him victorious, Happy and glorious, Long to reign over us, God save the King. O Lord our God arise, Scatter his enemies, And make them fall; Confound their politics, Frustrate their knavish tricks, On thee our hopes we fix. God save us all. Thy choicest gifts in store On him be pleased to pour, Long may he reign. May he defend our laws, And ever give us cause, To sing with heart and voice, God save the King. | Dio salvi il nostro magnanimo Re! Lunga vita al nobile nostro Re! Dio salvi il Re! Lo renda vittorioso, Felice e glorioso, A lungo regni su di noi, Dio salvi il Re. O Signore, nostro Dio, sorgi, Disperdi i suoi nemici E falli cadere; Confondi i loro intrighi, Frustra le loro maliziose insidie, In te riponiamo le nostre speranze, Dio salvi tutti noi. I doni più preziosi che hai in serbo Voglia tu riversarli su di lui, Regni egli a lungo. Difenda le nostre leggi E sempre ci dia occasione Di cantare di cuore e a viva voce Dio salvi il Re. |

### Musica
God Save the King è in metro ternario (scritto in 34 ma nelle prime edizioni anche 32) e suddiviso in due frasi di lunghezza ineguale (6 e 8 battute). La melodia adotta, tranne che nelle battute finali delle due frasi, un tipico ritmo di gagliarda con la sola variante di una scala discendente di ottavi sui tempi deboli della battuta 11.
k) Ritmo di gagliarda
Il ritmo, unito alla linea melodica iniziale della seconda frase (la progressione discendente sui versi «Send him victorious, happy and glorious»), ricorre da oltre un secolo nella tradizione inglese, e suggerisce che il brano sia derivato da altre melodie popolari.
l) Battute 7-8: tema ricorrente
Ciò suggerisce che la melodia non fu composta appositamente ma il testo, a sua volta patrimonio comune della tradizione, fu adattato a una melodia già popolare. Nota Scholes che la cellula ritmico-melodica di base della progressione coincide anche con l'incipit dell'inno ginevrino Cé qu'è lainô del 1603. Si è tentato comunque più volte di attribuire la paternità della musica a un determinato autore e di individuarne l'esatta origine, retrodatandola anche a vari decenni prima della pubblicazione.
Nel 1795 George Saville Carey, figlio del defunto Henry, nel tentativo di ottenere una pensione dal governo britannico sostenne che l'inno fosse opera di suo padre, ma senza successo. Una tradizione orale di testimonianze indirette afferma che Carey padre avrebbe cantato il brano privatamente, come propria composizione, nel 1740, per celebrare la vittoria dell'ammiraglio Vernon nella battaglia di Portobello (20 novembre 1739). Secondo Cummings si tratterebbe di testimonianze fondate su false memorie: è certo invece che il nome di Carey non è mai stato associato all'inno, né questo è mai stato pubblicato a suo nome.

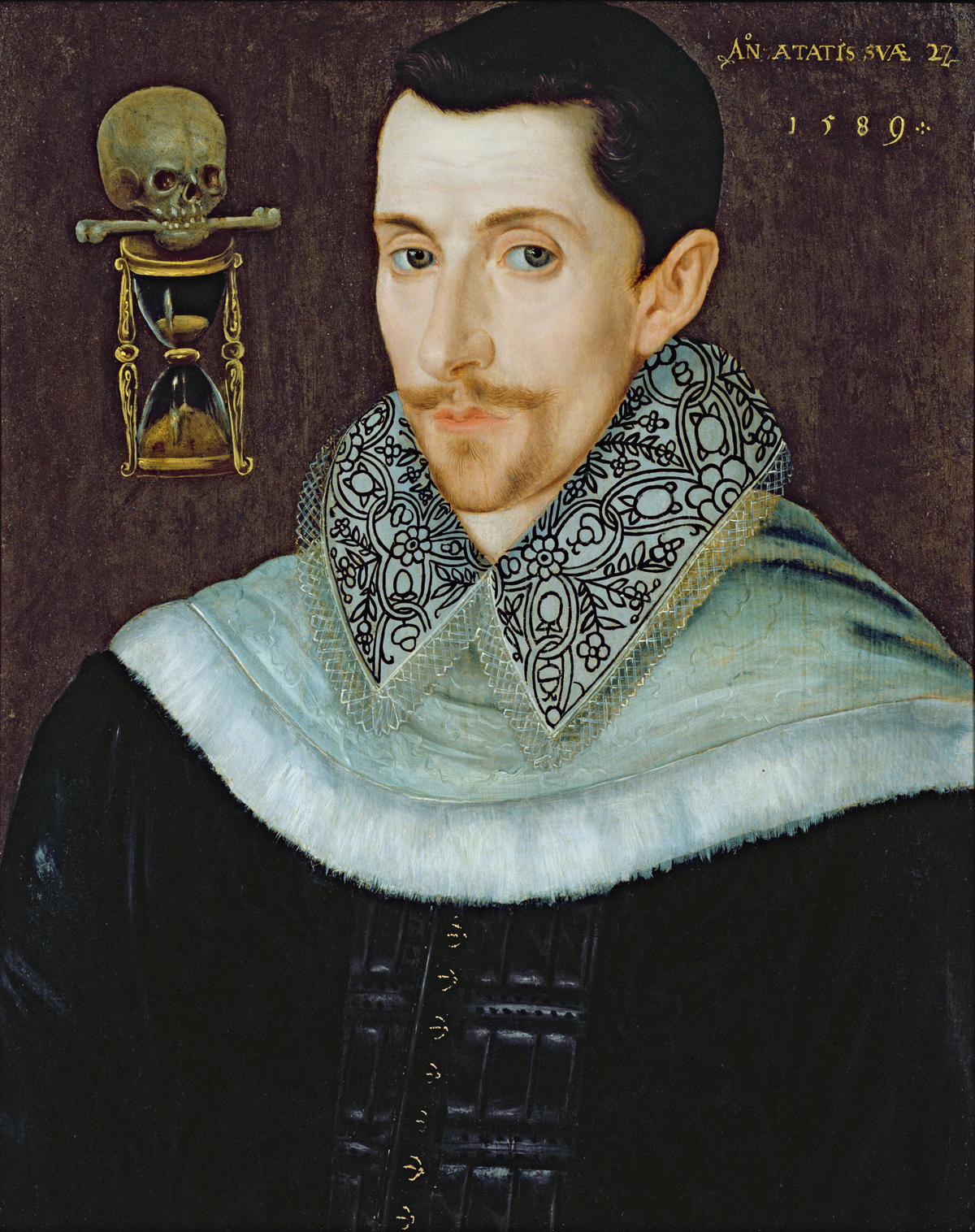
John Bull è autore di un'aria (1619) che per struttura, melodia e ritmo anticipa God Save the King e ne rappresenta il precedente più significativo

Un'altra attribuzione emerse nel 1796 a nome di Anthony Young, organista e nonno della vedova di Thomas Arne; costei avrebbe ricevuto una pensione annuale di 30 sterline in quanto discendente del compositore dell'inno, scritto al tempo di Giacomo II. Appare però improbabile che, se così fosse, Arne ignorasse del tutto il nome del compositore, come ebbe a dire, e che non ne avesse notizia neppure l'allievo Burney. Quest'ultimo comunque avallava, proprio in base alla testimonianza orale di Arne, la tesi dell'origine della musica in epoca Stuart (1688).
Non è esclusa, sebbene fondata essenzialmente su indizi e memorie di contemporanei, la possibilità che l'inno risalga all'epoca, ancora anteriore, di Carlo II, e sia stato poi usato per l'incoronazione di Giacomo (vuoi con il verso «God save great James our King», vuoi sul testo latino del Vivat in onore della regina consorte Maria).
Su questa linea di pensiero si pone anche l'ipotesi che lega God Save the King al nome di Purcell, in un duplice senso. Da un lato, Fuller Maitland (1916) riconosce una citazione del brano nella seconda voce del catch Since the Duke is returned, scritto per il ritorno del duca di York (Giacomo Stuart) dal breve esilio in Belgio del 1680: sulle parole «God save the King» la voce mediana canta infatti quattro note che, trasportate, corrispondono esattamente all'incipit dell'inno. Dall'altro lato, si è notata la somiglianza tra God Save the King e due altre composizioni di Purcell: il Largo della Sonata n. 6 (1683) e un minuetto per clavicembalo (1696, postumo).
Questa seconda coincidenza, tuttavia, si limita al ritmo di gagliarda e alla linea melodica iniziale della seconda frase, ed è altrettanto evidente in brani più antichi, tra i quali in particolare l'ayre di Bull da cui Purcell avrebbe tratto ispirazione.
Eccettuata l'antifona Unxerunt Salomonem, in cui, anche grazie all'identità d'argomento (si tratta proprio dei versetti sull'incoronazione di Salomone), Maginty individua discutibilmente un antecedente dell'inno nel canto piano medievale, il più antico di tali brani è la carola natalizia popolare scozzese Remember, O thou man, pubblicata nella raccolta Melismata (1611) a cura di Thomas Ravencroft. La composizione è però in sol minore e possiede pertanto un diverso carattere. La si riporta di seguito adeguando l'indicazione metrica a quella dell'inno.
m) Melismata 1611
La stessa figurazione ritmica di God Save the King è usata da John Bull, autore di diverse gagliarde di cui almeno una dalla struttura identica a quella dell'inno, cioè suddivisa in 6 e 8 battute. La composizione da cui l'inno deriverebbe è un'aria per tastiera del 1619, il cui manoscritto è andato perduto. Lo spartito fu interpolato per convertire la tonalità da la minore a la maggiore e rimarcare così la somiglianza melodica (che come sempre è più evidente all'inizio della seconda frase).
La falsificazione era palese, e l'impiego da parte di Bull di una scala moderna come quella di la maggiore appariva del resto piuttosto inverosimile. Ciò nonostante, sia Scholes sia Cummings ritengono che l'uso del tono minore non sia sufficiente a negare un rapporto di derivazione tra l'aria e l'inno, e sia nettamente più indicativa l'identità strutturale, ritmica e melodica, essendo d'altronde il cambio di modo nient'altro che una delle possibili variazioni applicabili a una melodia. Anche questa composizione è qui riportata con il metro adeguato, trasportata in sol minore naturale con la sola sensibile fa♯ in chiusura della prima frase.
n) John Bull 1619
Caratteristiche simili presenta infine una ballata pubblicata nel 1669 nella raccolta Apollo's Banquet for the Treble Violin con il titolo Franklin is fled away; in questo caso però la linea melodica è in tono maggiore e rispecchia pertanto molto meglio il carattere dell'inno, sebbene la progressione all'inizio della seconda frase, il tratto più distintivo, si discosti più che negli altri casi da quella di God Save the King (ambo le volte la melodia scende di una quinta anziché di una terza minore). In compenso, la battuta 1 è praticamente identica a quella dell'inno nella sua versione corrente.
o) Apollo's Banquet for the Treble Violin 1669
Si fonda invece su un'evidente, doppia falsificazione (1834) la pretesa di attribuire l'inno all'opera di Lulli, che sarebbe stato autore per Luigi XIV di un brano dal titolo Grand Dieu sauvez le Roy, poi appropriato da Händel che l'avrebbe spacciato per suo dedicandolo a Giorgio I.

### Diffusione
Nella storia contemporanea God Save the King è il prototipo degli inni monarchici, come la Marsigliese di quelli repubblicani, e la sua melodia, dotata di nuovi testi in altre lingue, formò gli inni reali, imperiali e nazionali di altri paesi. Dopo una prima apparizione nell'Europa continentale edita all'Aia in olandese con il titolo D'Ongeveinsdheid, nel 1790 Heinrich Harries dotò l'inno di un testo tedesco in onore di Cristiano VII di Danimarca, per celebrare il suo genetliaco.
Da questo momento il brano si diffuse soprattutto in Germania, dove la versione Heil dir im Siegerkranz fu adottata dapprima dalla Prussia (1795) e poi dall'Impero (1871). Molti altri Stati tedeschi, entro l'impero, seguirono l'esempio: la Baviera, il Württemberg, il Baden, l'Assia, l'Anhalt, lo Schaumburg-Lippe, la Sassonia, il Meclemburgo-Schwerin. Il Liechtenstein, ultimo erede di questa tradizione, conserva tuttora l'inno come Oben am jungen Rhein. Al di fuori delle nazioni tedesche, il brano è stato adottato nel tempo anche da Svezia (Bevare Gud vår kung), Norvegia (Kongesangen, inno reale ancora in vigore), Russia (Molitva russkich), Islanda (Íslands minni), Grecia, Hawaii.
Anche alcuni regimi repubblicani, di tradizione tedesca o anglosassone, adottarono l'inno. Oltre alla Repubblica di Weimar, che in un primo momento (1918-1922) mantenne la sola versione strumentale ereditata dal Secondo Reich, si ricordano i casi della Svizzera, che lo impiegò come Rufst du, mein Vaterland dal tempo della sua Costituzione federale (anni 1840) al 1961, e degli Stati Uniti, che, con un nuovo testo dal titolo America (My Country, 'Tis of Thee), riusarono la melodia ereditata dall'ex madrepatria come inno nazionale di fatto per circa un secolo, dal 1832 al 1931.
Sul piano ideologico l'inno britannico influenzò anche testualmente i nascenti inni monarchici, come il Kaiserhymne di Haydn (che vi è ispirato anche in senso musicale) e l'inno sardo nazionale, tutti accomunati fin dall'incipit dall'invocazione a Dio di preservare il re o l'imperatore (Gott erhalte den Kaiser, Conservet Deus su Re) e nello stesso senso tradotti – è il caso dell'inno austriaco – nelle varie lingue dei sudditi quando destinati a uno stato multinazionale.

## Versioni
Non esiste uno standard generale d'esecuzione dell'inno; tuttavia nel 1933 Giorgio V, lamentando l'accelerazione del tempo e desiderando restituire al brano il carattere religioso e solenne delle origini, ottenne un'ordinanza di regolamentazione del metronomo, delle dinamiche e dell'orchestrazione per le bande militari.
Il regolamento prevede, qualora si debba eseguire l'inno completo, che la prima frase venga suonata pianissimo al tempo di 60 bpm alla semiminima dai bassi e dai corni; poi, dopo il passaggio realizzato da trombe e tamburi sulla breve scala (estranea alla melodia) introduttiva della seconda frase, si aggiunge tutta l'orchestra, subito fortissimo, nel tempo più largo di 52 bpm. Questa versione rappresenta la modalità d'esecuzione più comune, e non è usata quando, come negli onori al sovrano, dev'essere eseguita solo la prima frase: in tal caso l'orchestra suona sempre fortissimo e al tempo più rapido. Quando l'inno dev'essere anche cantato è previsto il trasporto in fa maggiore.

### Arrangiamenti
God Save the King fu pubblicato per la prima volta in un semplice arrangiamento a due voci e rielaborato poco dopo da Thomas Arne per tre solisti, un coro maschile, due corni, primo e secondo violino. L'arrangiamento di Arne fu quindi il primo a dotare l'inno di una compiuta armonia che sfrutta tutte le triadi disponibili nella scala maggiore, annulla le monotonie dovute alla ripetizione delle stesse note consecutive in alcune battute e risolve le ambiguità armoniche dovute alla sovrapposizione di due sole note.
Già in questa versione le due frasi del brano, anziché concatenarsi direttamente, sono riecheggiate dal coro, come si trova anche in arrangiamenti più moderni. Così è infatti nella grandiosa versione di Elgar, dove il soprano si alterna al coro intero. Tanto Elgar quanto Britten arrangiarono l'inno su commissione. Quest'ultimo ne fu incaricato dal Festival di Leeds nel 1962, regnante Elisabetta II. La sua versione, per sola orchestra e senza ripetizione delle due frasi, si segnala per l'insolita adozione di una dinamica in forte crescendo tra il pianissimo della prima frase e il fortissimo del verso conclusivo. Altro noto arrangiamento per coro e orchestra è quello del 1969 di Bliss, completo di tutte e tre le strofe, che l'autore rinvigorisce per mezzo di fanfare e interludi a carattere esuberante.
I più noti arrangiamenti in chiave rock si devono all'improvvisazione di Jimi Hendrix per il Festival dell'Isola di Wight del 1970 e all'incisione di Brian May per A Night at the Opera dei Queen, eseguita dallo stesso artista sul tetto di Buckingham Palace il 3 giugno 2002 per il giubileo d'oro di Elisabetta II.

### Rielaborazioni e citazioni
(Gino Visonà)
Molti compositori hanno omaggiato God Save the King con variazioni e citazioni. Le prime sono state composte da, tra gli altri, Johann Christian Bach per il finale del Concerto n. 6 per clavicembalo (1763 circa), da Paganini (op. 9, 1829) e da Beethoven (WoO 78, 1802-1803). Quest'ultimo fu ammiratore dell'inno e lo citò anche due volte nella Sinfonia della vittoria (parte seconda della Vittoria di Wellington op. 91): nell'Andante grazioso (terzo movimento) e poi nel Minuetto (quinto). Una virtuosistica fantasia per pianoforte ispirata al tema di God Save the King (S 235) e trascritta in seguito per pianoforte e orchestra (S 694) si deve a Liszt (1841).
Tra le citazioni si ricordano anche quelle di Weber per la Jubel-Ouverture (1818), di Clementi per la Sinfonia n. 3 (1816-1824), dove il tema è usato diffusamente, di Rossini per Il viaggio a Reims (1825), di Donizetti per Roberto Devereux (1837), di Verdi per l'Inno delle Nazioni (1862), dove si sovrappone alla Marsigliese e all'inno di Mameli, di Brahms per il Triumphlied (1870-1871), di Debussy per il preludio Hommage à S. Pickwick Esq. P.P.M.P.C. (1910-1912).
Sui generis è la citazione (testuale, non melodica) del solo verso iniziale «God save the Queen» nel titolo e nel testo dell'omonimo brano dei Sex Pistols, scritto nel 1977 in occasione del giubileo d'argento di Elisabetta II con intenzione critica verso la monarchia.

## Istanze di sostituzione
God Save the King è stato oggetto nel Regno Unito di proposte di sostituzione, dovute principalmente a ragioni ideologiche: dal carattere religioso non più universalmente condiviso, al suo legame con la guerra e l'imperialismo, al suo monarchismo, alla sua generale obsolescenza.

## Uso nel Commonwealth
Legato al sovrano di Gran Bretagna e poi del Regno Unito, anche dopo aver perso il carattere di attestazione di fedeltà alla casa regnante per acquisire quello di canto nazionale God Save the King è rimasto in uso in tutto l'Impero britannico e nei paesi che, pur dopo la fine di questo, fanno capo alla corona: non solo i territori d'oltremare, ma anche i superstiti reami del Commonwealth, che pur essendo indipendenti e dotati di propri inni nazionali riconoscono il sovrano del Regno Unito come capo di Stato e conservano quindi il brano come inno reale.
Dalla prima esecuzione fino a tutto il regno di Elisabetta II, nel corso dei 279 anni, è stato cantato come God Save the Queen per  134 anni: ciò è dovuto ai lunghi regni delle due sole regine, Vittoria (63 anni e 216 giorni) ed Elisabetta (70 anni e 214 giorni), che hanno quasi pareggiato il tempo (di 145 anni) in cui sul trono britannico è seduto uno dei nove re (Giorgio II, Giorgio III, Giorgio IV, Guglielmo IV, Edoardo VII, Giorgio V, Edoardo VIII, Giorgio VI, Carlo III).
Nei reami indipendenti del Commonwealth la sostituzione di God Save the King con propri inni nazionali si è accompagnata al mantenimento di esso come inno reale. Non tutti i reami hanno però abbandonato l'inno al momento di rendersi indipendenti: il Canada l'ha dismesso solo approvando de iure O Canada nel 1980, anche se già negli anni 1960 lo alternava de facto con altri inni; l'Australia l'ha mantenuto di fatto fino al 1984. La Nuova Zelanda lo mantiene ancora come inno coufficiale con God Defend New Zealand, in vigore dal 1977, ma lo usa solo davanti al re, a un membro della famiglia reale o al governatore generale. In Sudafrica, viceversa, fu abbandonato nel 1957, prima della dichiarazione d'indipendenza e della proclamazione della repubblica.
Il grafico che segue mostra l'adozione e la dismissione nel tempo di God Save the King nel Regno Unito e nei reami appartenuti o appartenenti al Commonwealth. Non esistendo un'adozione ufficiale, la linea del tempo parte dal 1815.